# Ostrów (Myszków)
Pour les articles homonymes, voir Ostrów.
Ostrów est une localité polonaise de la gmina de Żarki, située dans le powiat de Myszków en voïvodie de Silésie.